# Scenopinus
Scenopinus (лат.) — род двукрылых из семейства Scenopinidae.

## Описание
Мухи с хорошо выраженным половым диморфизмом. У самцов глаза сближены или соприкасаются, у самок — широко расставлены. Голова короткая. В отличие от близкого рода Prepseudatrichia имеет более короткое тело и широкое брюшко. Первая медиальная жилка на крыле не соединятся с последней радиальной жилкой.

## Биология
Личинки хищники, развиваются в древесине, дуплах деревьев, в трутовых грибах, гнёздах птиц, домашней пыли и других субстратах. Также могут вызывать миазы.

## Систематика
Род относится к подсемейству Scenopininae и образует трибу Scenopinini с родами Seguyia и Prepseudatrichia. В мировой фауне 195 видов, которые разделены условно на четыре группы видов.

## Распространение
Встречается на всех континентах кроме Антарктиды. Наиболее широким ареалом, совпадающим с ареалом рода, обладают виды Scenopinus fenestralis и Scenopinus glabrifrons.